# Jahnstadion (Neuss)
Das Jahnstadion ist ein Mehrzweckstadion in Neuss, das im Jahr 1924 eingeweiht wurde. Es ist unter anderem Heimstätte des Schwarz-Weiß Neuss.

## Geschichte
Das Jahnstadion wurde 1924 gebaut und teilt das Stadionviertel durch seine großen Spielfelder und Anlagen in Nord und Süd. 1921 beschloss der Neusser Stadtrat ursprünglich, das heutige Jahnstadion auf einer großen Wiese auf der Hammer Landstraße im Hafengebiet zu bauen. Die Grundstückskommission wollte die dortige Kulturlandschaft jedoch schonen und lehnte den Antrag ab. Auf der besagten Wiese ist heute die Neusser Galopprennbahn zu finden.
Im Frühjahr 1921 begannen die Bauarbeiten, allerdings geriet man infolge der Inflation in finanzielle Nöte, woraufhin vom Staat sogenannte Notstandsarbeiten (im heutigen Sinne etwa Arbeitsbeschaffungsmaßnahmen) verordnet wurden. Diese führten dazu, dass die 75.000 m² große Stadionanlage 1924 fertiggestellt wurde. Die Anlage umfasst Übungsfelder für Fußball, Handball, Faustball, Hockey und Turnen. Die Lauf- und Radrennbahn ist 500 m lang. Mittlerweile wurde die Anlage um einen Allwetterplatz für Basketball erweitert, für die die 1.000 Zuschauer fassende Mehrzwecktribüne abgerissen wurde. Das Stadion verfügt heute über 2.100 Sitz- und 8.000 Stehplätze. Die Anlagen des Jahnstadions sollten um ein Schwimmstadion erweitert werden, dazu kam es allerdings nicht.
Im Jahnstadion sind der Hallen- und Feldhockey-Bundesligist Schwarz-Weiß Neuss sowie der mehrfache Deutsche Tennismeister TC Blau-Weiss Neuss und Amateurfußballverein DJK Novesia beheimatet. Ein Umzug des VfR Neuss aus der Bezirkssportanlage Weckhoven ab der zweiten Jahreshälfte 2018 soll sukzessive erfolgen.